# Kirche Siebenlehn

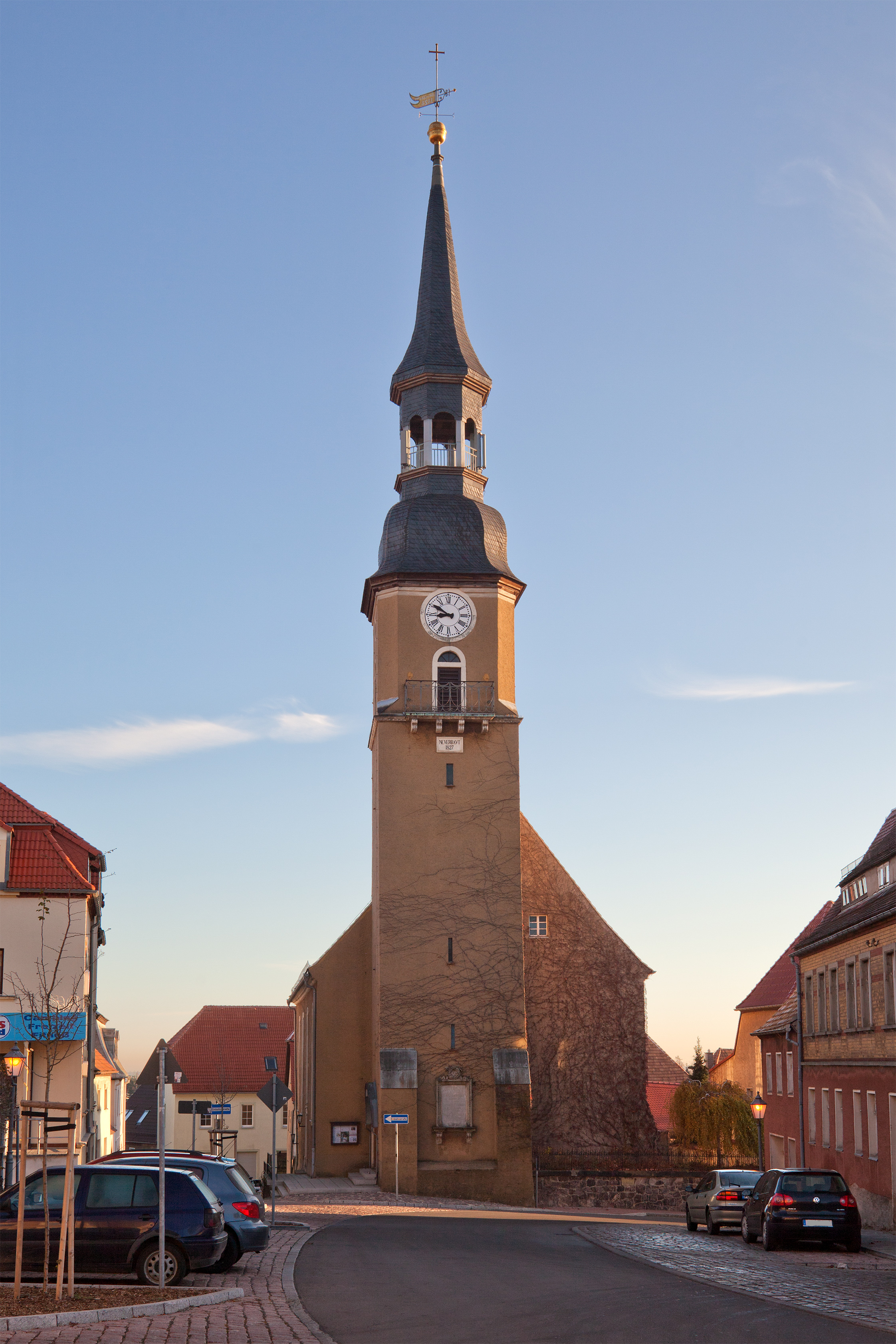
Kirche Siebenlehn

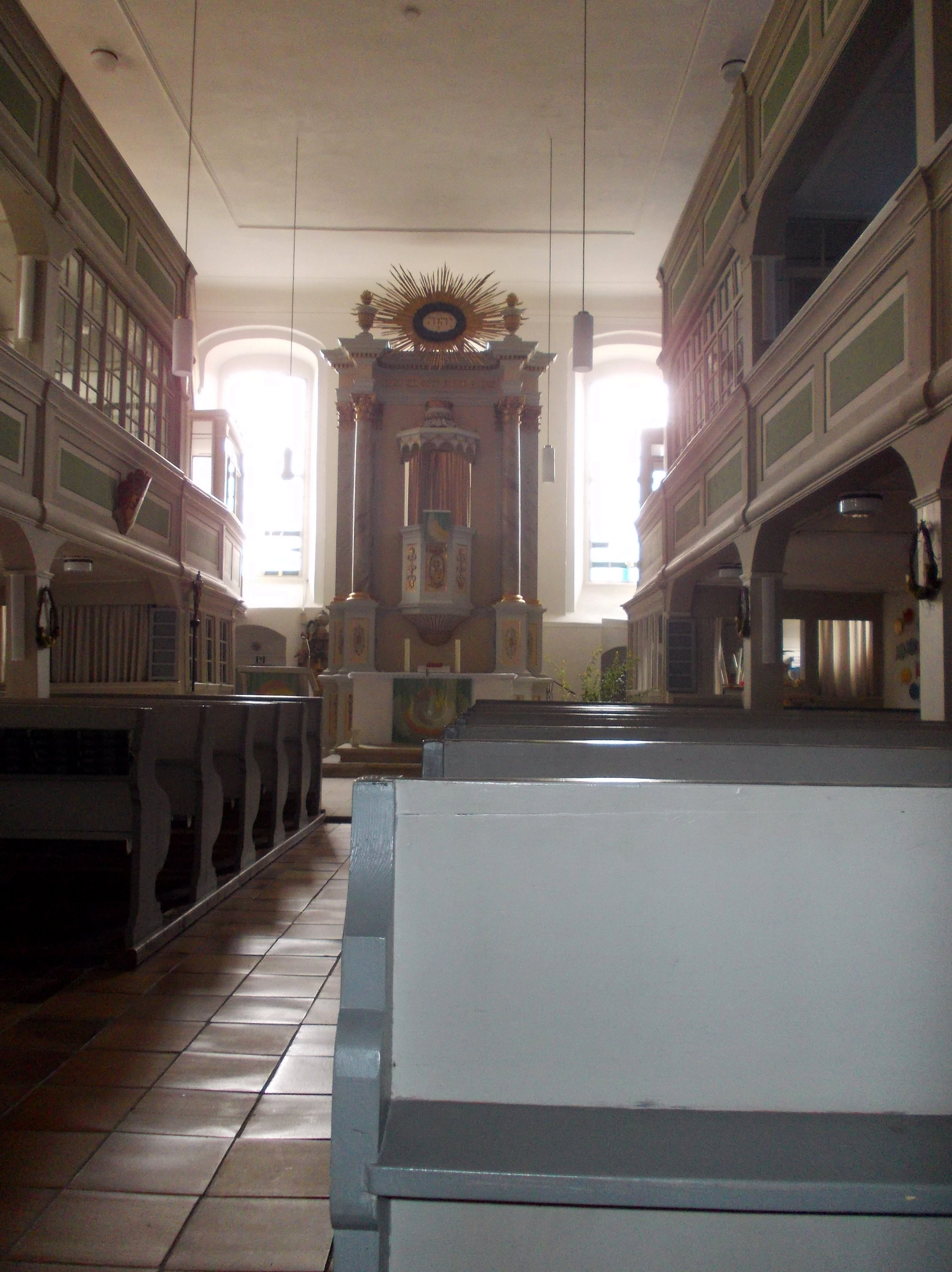
Innenansicht nach Osten

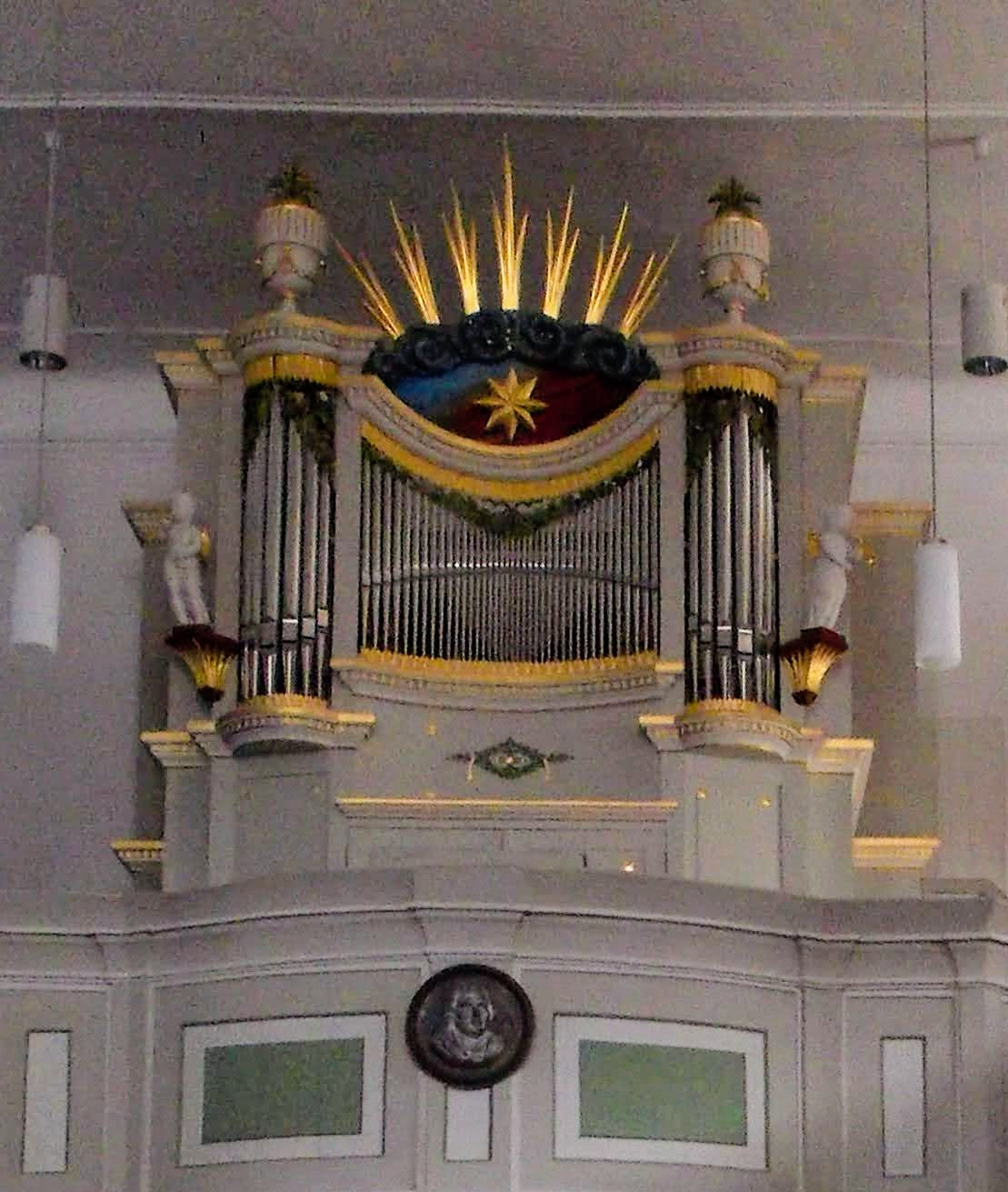
Blick zur Orgel

Die evangelische Kirche Siebenlehn ist eine barocke Saalkirche im Ortsteil Siebenlehn von Großschirma im Landkreis Mittelsachsen in Sachsen. Sie gehört zum Kirchspiel Nossener Land im Kirchenbezirk Meißen-Großenhain der Evangelisch-Lutherischen Landeskirche Sachsens. Eine Besichtigung ist in der Regel nicht möglich.

## Geschichte und Architektur
Die barocke Saalkirche mit hoch aufragendem Westturm mit Glockendach und offener Laterne ist ein Neubau aus den Jahren 1764–1766 unter Einbeziehung älterer Bauteile des Vorgängerbauwerks von 1701–1703. Der aus der Achse nach Norden verschobene Turm ist vermutlich im Kern gotisch und wurde 1827 erneuert. Im 19. Jahrhundert wurde das Bauwerk mehrfach renoviert; weitere Restaurierungen erfolgten in den Jahren 1983–1985. Das Bauwerk ist ein verputzter Bruchsteinbau mit geradem Schluss und Stichbogenfenstern. Im Osten ist die Sakristei angebaut; an der nördlichen Seite sind das Stadtwappen und das Wappen der Kurfürstin Anna von Sachsen aus dem Jahr 1581 angebracht.
Im Innern ist das Bauwerk flachgedeckt, an der Nord- und Südseite sind bis in den Altarraum geführte doppelte Emporen mit Betstuben eingebaut, im Westen eine Orgelempore.

## Ausstattung
Das Hauptstück der Ausstattung ist ein hölzerner Kanzelaltar aus dem Jahr 1826. Die weiß-golden gefasste, kelchförmige Sandsteintaufe mit reichem Festonschmuck und Ornamentierung und einem Volutendeckel mit Adlerbekrönung stammt aus dem Jahr 1825,
Die Orgel ist ein Werk der Firma Barth & Boscher aus dem Jahr 1938 unter Verwendung eines originell geschwungenem Prospekts im Empirestil der Vorgängerorgel von Carl Heinrich Albrecht von Knoblauch aus den Jahren 1810/11. Als historischer Bestand sind das Gehäuse und die Stimmen Gedackt 8′, Octave 2′ und Mixtur III erhalten.
Ein Rokoko-Epitaph wurde vom Bildhauer Albert aus Mohorn für den Ober-Wildmeister Heinrich Gottfried Schüler († 1780) und seine Ehefrau Johanna Hedwig, geborene Schwarze († 1765) geschaffen. Es besteht aus einem Felsenaufbau mit zwei kleinen Sarkophagen, darüber zwei große Inschriftkartuschen und die Jagdgöttin Diana sowie Putten mit dem Allianzwappen, einem Wahlspruch mit Lorbeerkranz und einer Bekrönung durch Jagdinsignien und Urne. Am Außenbau sind mehrere ornamentale Grabsteine des 17. und 18. Jahrhunderts aufgestellt.
Mehrere bekannte Persönlichkeiten aus Sachsen wurden in dieser Kirche getauft, darunter der Orgelbauer Johann Gottlob Mende (1787–1805), der Schulbuchautor Friedrich Wilhelm Putzger und die Naturforscherin Amalie Dietrich. Der impressionistische Maler Otto Altenkirch ist auf dem Friedhof der Kirche bestattet.